# Dinamarca nos Jogos Olímpicos de Verão de 1900

A Dinamarca participou dos  Jogos Olímpicos de Verão de 1900 em Paris, na França. O país estreou nos Jogos em 1896 e em Paris fez sua 2ª apresentação, conquistando seis medalhas.